# Steatoda lepida
Steatoda lepida är en spindelart som först beskrevs av O. Pickard-Cambridge 1879.  Steatoda lepida ingår i släktet vaxspindlar, och familjen klotspindlar. Inga underarter finns listade i Catalogue of Life.